# Тија Карер
Тија Карер (енгл. Tia Carrere) је америчка глумица, модел и певачица, рођена 2. јануара 1967. године у Хонолулуу (Хаваји).

## Филмографија
| Улоге Тија Карер |                        |               |                 |          |
| Година           | Српски назив           | Изворни назив | Улога           | Напомена |
| 1991.            | Обрачун у Малом Токију |               | Минако Океја    |          |
| 1993.            | Излазеће сунце         |               | Џинго Асакума   |          |
| 1994.            | Истините лажи          |               | Џуно Скинер     |          |
| 1996.            | Џумбус у гимназији     |               | Викторија Чапел |          |